# Laura (Jan Smit)
Laura is een single en hit van de Volendamse zanger Jan Smit. Het is de derde single van het album Jansmit.com. De single was in drie delen verkrijgbaar.
De single werd uitgebracht in het najaar van 2005. Smit was goed bevriend met Christien Bootsman die leed aan kanker. Voor Christien schreef Jan het lied Laura. Christien is in januari 2005 overleden; zij werd 25 jaar. Nadat Smit Laura in het tv-programma Pulse had gezongen en tijdens optredens populair bleek, werd Laura op single uitgebracht. Eerst in een akoestische versie, maar op 21 oktober en 4 november werden nóg twee edities van Laura uitgebracht.

## Hitverloop
Laura was Smits eerste toptienhit sinds Pappie, waar blijf je nou? uit april 1997 dat toen de negende positie behaalde in de Top 40. In de Single Top 100 stond Laura één week op de eerste plaats. Het nummer hield het 27 weken lang vol in de verkooplijst.
Verder belandde het op nummer 5 van de Volendammer Top 1000 die in 2013 werd georganiseerd.
| "Laura" in de Nederlandse Top 40 - binnen: 15-10-2005 | "Laura" in de Nederlandse Top 40 - binnen: 15-10-2005 | "Laura" in de Nederlandse Top 40 - binnen: 15-10-2005 | "Laura" in de Nederlandse Top 40 - binnen: 15-10-2005 | "Laura" in de Nederlandse Top 40 - binnen: 15-10-2005 | "Laura" in de Nederlandse Top 40 - binnen: 15-10-2005 | "Laura" in de Nederlandse Top 40 - binnen: 15-10-2005 | "Laura" in de Nederlandse Top 40 - binnen: 15-10-2005 | "Laura" in de Nederlandse Top 40 - binnen: 15-10-2005 | "Laura" in de Nederlandse Top 40 - binnen: 15-10-2005 | "Laura" in de Nederlandse Top 40 - binnen: 15-10-2005 | "Laura" in de Nederlandse Top 40 - binnen: 15-10-2005 | "Laura" in de Nederlandse Top 40 - binnen: 15-10-2005 | "Laura" in de Nederlandse Top 40 - binnen: 15-10-2005 | "Laura" in de Nederlandse Top 40 - binnen: 15-10-2005 | "Laura" in de Nederlandse Top 40 - binnen: 15-10-2005 | "Laura" in de Nederlandse Top 40 - binnen: 15-10-2005 | "Laura" in de Nederlandse Top 40 - binnen: 15-10-2005 |
| Week                                                  | 1                                                     | 2                                                     | 3                                                     | 4                                                     | 5                                                     | 6                                                     | 7                                                     | 8                                                     | 9                                                     | 10                                                    | 11                                                    | 12                                                    | 13                                                    | 14                                                    | 15                                                    | 16                                                    |                                                       |
| ----------------------------------------------------- | ----------------------------------------------------- | ----------------------------------------------------- | ----------------------------------------------------- | ----------------------------------------------------- | ----------------------------------------------------- | ----------------------------------------------------- | ----------------------------------------------------- | ----------------------------------------------------- | ----------------------------------------------------- | ----------------------------------------------------- | ----------------------------------------------------- | ----------------------------------------------------- | ----------------------------------------------------- | ----------------------------------------------------- | ----------------------------------------------------- | ----------------------------------------------------- | ----------------------------------------------------- |
| Nummer                                                | 31                                                    | 19                                                    | 15                                                    | 8                                                     | 7                                                     | 8                                                     | 12                                                    | 16                                                    | 16                                                    | 20                                                    | 21                                                    | 21                                                    | 23                                                    | 26                                                    | 29                                                    | 33                                                    | uit                                                   |

| "Laura" in de Nederlandse Single Top 100 - binnen: 15-10-2005 | "Laura" in de Nederlandse Single Top 100 - binnen: 15-10-2005 | "Laura" in de Nederlandse Single Top 100 - binnen: 15-10-2005 | "Laura" in de Nederlandse Single Top 100 - binnen: 15-10-2005 | "Laura" in de Nederlandse Single Top 100 - binnen: 15-10-2005 | "Laura" in de Nederlandse Single Top 100 - binnen: 15-10-2005 | "Laura" in de Nederlandse Single Top 100 - binnen: 15-10-2005 | "Laura" in de Nederlandse Single Top 100 - binnen: 15-10-2005 | "Laura" in de Nederlandse Single Top 100 - binnen: 15-10-2005 | "Laura" in de Nederlandse Single Top 100 - binnen: 15-10-2005 | "Laura" in de Nederlandse Single Top 100 - binnen: 15-10-2005 | "Laura" in de Nederlandse Single Top 100 - binnen: 15-10-2005 | "Laura" in de Nederlandse Single Top 100 - binnen: 15-10-2005 | "Laura" in de Nederlandse Single Top 100 - binnen: 15-10-2005 | "Laura" in de Nederlandse Single Top 100 - binnen: 15-10-2005 | "Laura" in de Nederlandse Single Top 100 - binnen: 15-10-2005 | "Laura" in de Nederlandse Single Top 100 - binnen: 15-10-2005 | "Laura" in de Nederlandse Single Top 100 - binnen: 15-10-2005 | "Laura" in de Nederlandse Single Top 100 - binnen: 15-10-2005 | "Laura" in de Nederlandse Single Top 100 - binnen: 15-10-2005 | "Laura" in de Nederlandse Single Top 100 - binnen: 15-10-2005 | "Laura" in de Nederlandse Single Top 100 - binnen: 15-10-2005 | "Laura" in de Nederlandse Single Top 100 - binnen: 15-10-2005 | "Laura" in de Nederlandse Single Top 100 - binnen: 15-10-2005 | "Laura" in de Nederlandse Single Top 100 - binnen: 15-10-2005 | "Laura" in de Nederlandse Single Top 100 - binnen: 15-10-2005 | "Laura" in de Nederlandse Single Top 100 - binnen: 15-10-2005 | "Laura" in de Nederlandse Single Top 100 - binnen: 15-10-2005 | "Laura" in de Nederlandse Single Top 100 - binnen: 15-10-2005 |
| Week                                                          | 1                                                             | 2                                                             | 3                                                             | 4                                                             | 5                                                             | 6                                                             | 7                                                             | 8                                                             | 9                                                             | 10                                                            | 11                                                            | 12                                                            | 13                                                            | 14                                                            | 15                                                            | 16                                                            | 17                                                            | 18                                                            | 19                                                            | 20                                                            | 21                                                            | 22                                                            | 23                                                            | 24                                                            | 25                                                            | 26                                                            | 27                                                            |                                                               |
| ------------------------------------------------------------- | ------------------------------------------------------------- | ------------------------------------------------------------- | ------------------------------------------------------------- | ------------------------------------------------------------- | ------------------------------------------------------------- | ------------------------------------------------------------- | ------------------------------------------------------------- | ------------------------------------------------------------- | ------------------------------------------------------------- | ------------------------------------------------------------- | ------------------------------------------------------------- | ------------------------------------------------------------- | ------------------------------------------------------------- | ------------------------------------------------------------- | ------------------------------------------------------------- | ------------------------------------------------------------- | ------------------------------------------------------------- | ------------------------------------------------------------- | ------------------------------------------------------------- | ------------------------------------------------------------- | ------------------------------------------------------------- | ------------------------------------------------------------- | ------------------------------------------------------------- | ------------------------------------------------------------- | ------------------------------------------------------------- | ------------------------------------------------------------- | ------------------------------------------------------------- | ------------------------------------------------------------- |
| Nummer                                                        | 6                                                             | 6                                                             | 1                                                             | 2                                                             | 2                                                             | 2                                                             | 3                                                             | 3                                                             | 4                                                             | 6                                                             | 7                                                             | 7                                                             | 8                                                             | 9                                                             | 8                                                             | 12                                                            | 18                                                            | 23                                                            | 28                                                            | 37                                                            | 38                                                            | 30                                                            | 44                                                            | 40                                                            | 40                                                            | 48                                                            | 79                                                            | uit                                                           |

| "Laura" in de Vlaamse Ultratop 50 - binnen: 03-12-2005 | "Laura" in de Vlaamse Ultratop 50 - binnen: 03-12-2005 | "Laura" in de Vlaamse Ultratop 50 - binnen: 03-12-2005 | "Laura" in de Vlaamse Ultratop 50 - binnen: 03-12-2005 | "Laura" in de Vlaamse Ultratop 50 - binnen: 03-12-2005 | "Laura" in de Vlaamse Ultratop 50 - binnen: 03-12-2005 | "Laura" in de Vlaamse Ultratop 50 - binnen: 03-12-2005 | "Laura" in de Vlaamse Ultratop 50 - binnen: 03-12-2005 | "Laura" in de Vlaamse Ultratop 50 - binnen: 03-12-2005 | "Laura" in de Vlaamse Ultratop 50 - binnen: 03-12-2005 | "Laura" in de Vlaamse Ultratop 50 - binnen: 03-12-2005 | "Laura" in de Vlaamse Ultratop 50 - binnen: 03-12-2005 | "Laura" in de Vlaamse Ultratop 50 - binnen: 03-12-2005 |
| Week                                                   | 1                                                      | 2                                                      | 3                                                      | 4                                                      | 5                                                      | 6                                                      | 7                                                      | 8                                                      | 9                                                      | 10                                                     | 11                                                     |                                                        |
| ------------------------------------------------------ | ------------------------------------------------------ | ------------------------------------------------------ | ------------------------------------------------------ | ------------------------------------------------------ | ------------------------------------------------------ | ------------------------------------------------------ | ------------------------------------------------------ | ------------------------------------------------------ | ------------------------------------------------------ | ------------------------------------------------------ | ------------------------------------------------------ | ------------------------------------------------------ |
| Nummer                                                 | 41                                                     | 23                                                     | 11                                                     | 9                                                      | 13                                                     | 15                                                     | 15                                                     | 14                                                     | 18                                                     | 32                                                     | 49                                                     | uit                                                    |

### NPO Radio 2 Top 2000
| Nummer met noteringen in de NPO Radio 2 Top 2000 | '09 | '10 | '11 | '12  | '13  | '14  | '15  |
| ------------------------------------------------ | --- | --- | --- | ---- | ---- | ---- | ---- |
| Laura                                            | 409 | 759 | 672 | 1154 | 1303 | 1514 | 1788 |

1. ↑  Een vetgedrukt getal geeft de hoogste notering aan.
2. ↑  2009 was het eerste jaar met een notering voor dit nummer.
3. ↑  Deze tabel is bijgewerkt tot en met de laatste editie (2024).